# Apanthuropsis richea
Apanthuropsis richea är en kräftdjursart som beskrevs av Gary C.B. Poore och Lew Ton 1985. Apanthuropsis richea ingår i släktet Apanthuropsis och familjen Anthuridae. Inga underarter finns listade i Catalogue of Life.